# Heartbeat (Shawn Mendes)
Heartbeat è un singolo del cantautore canadese Shawn Mendes, pubblicato il 23 settembre 2022 come primo estratto dalla colonna sonora del film musicale Il talento di Mr. Crocodile.

## Pubblicazione
Nel mese di febbraio del 2022, è stato annunciato che Mendes avrebbe prestato la voce al coccodrillo Lyle, protagonista del film Il talento di Mr. Crocodile. Oltre al doppiaggio, l'artista ha anche collaborato alla colonna sonora del lungometraggio, annunciandone le tracce il 21 settembre 2022 e pubblicando il primo singolo, Heartbeat per l'appunto, due giorni più tardi.

## Tracce
Testi e musiche di Shawn Mendes, Amy Allen, Clyde Lawrence, Jason Cornet, Jon Bellion, Jordan Cohen, Scott Harris.
1. Heartbeat (From The "Lyle, Lyle, Crocodile" Original Motion Picture Soundtrack) – 2:20